# Terellia palposa
Terellia palposa
 es una especie de insecto del género Terellia de la familia Tephritidae del orden Diptera. Se encuentra en Norteamérica. Forma agallas en flores de cardos (Cirsium spp).
Friedrich Hermann Loew la describió científicamente por primera vez en el año 1862.